# Livio Odescalchi

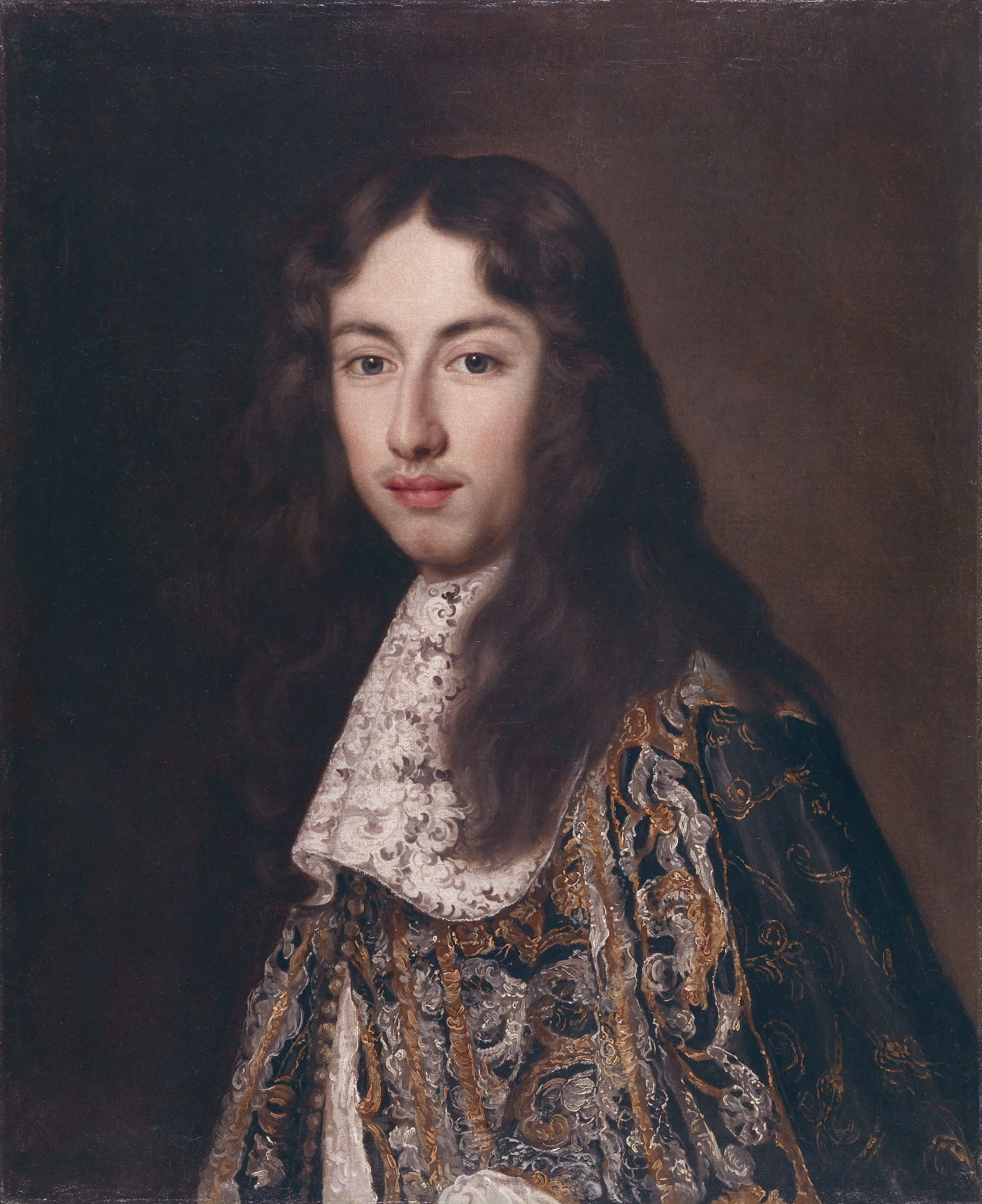
Livio Odeschalchi

Livio Odescalchi, född 10 mars 1652, död 8 september 1713, var en italiensk adelsman och militär. Han var brorson till påven Innocentius XI.
Odeschalchi var en framstående fältherre, blev 1689 tysk-romersk riksfurste, blev 1697 hertig av Syrmien  och var samma år en av aspiranterna på Polens krona. Med honom utslocknade ätten Odescalchis huvudlinje.